# Cécile de la Folie
Cécile de la Folie est un roman de Marc Chadourne publié en 1930 aux éditions Plon et ayant reçu la même année le prix Femina.

## Éditions
- Cécile de la Folie, éditions Plon, 1930.